# Вилађо Пунта Сдоба (Горица)
Вилађо Пунта Сдоба је насеље у Италији у округу Горица, региону Фурланија-Јулијска крајина.
Према процени из 2011. у насељу је живело 4 становника. Насеље се налази на надморској висини од -4 м.